# 多諾索區
9°9′N 80°19′W / 9.150°N 80.317°W
多諾索區（西班牙語：Distrito de Donoso），是巴拿馬的一個行政區，位於該國中部，由科隆省負責管轄，始建於1864年，面積1,827平方公里，2010年人口10,117，人口密度每平方公里5.54人。